# Pterolepis picorondonica
Pterolepis picorondonica är en tvåhjärtbladig växtart som beskrevs av Susanne Sabine Renner. Pterolepis picorondonica ingår i släktet Pterolepis och familjen Melastomataceae. Inga underarter finns listade i Catalogue of Life.